# Erbach an der Donau
Erbach an der Donau là một thị trấn nằm bên bờ sông Danube ở Baden-Württemberg, Đức. Trực thuộc huyện Alb-Donau, Erbach nằm giữa Ulm và Ehingen an der Donau ở rìa phía nam của Swabian Jura. Đô thị này có diện tích 63,29 km², dân số thời điểm 31 tháng 12 năm 2020 là 13.728 người.

## Địa phương kết nghĩa
Erbach kết nghĩa với Wolkersdorf im Weinviertel ở Áo từ năm 1981 và Thorigny sur Marne ở Pháp từ năm 1982.

## Thư viện ảnh

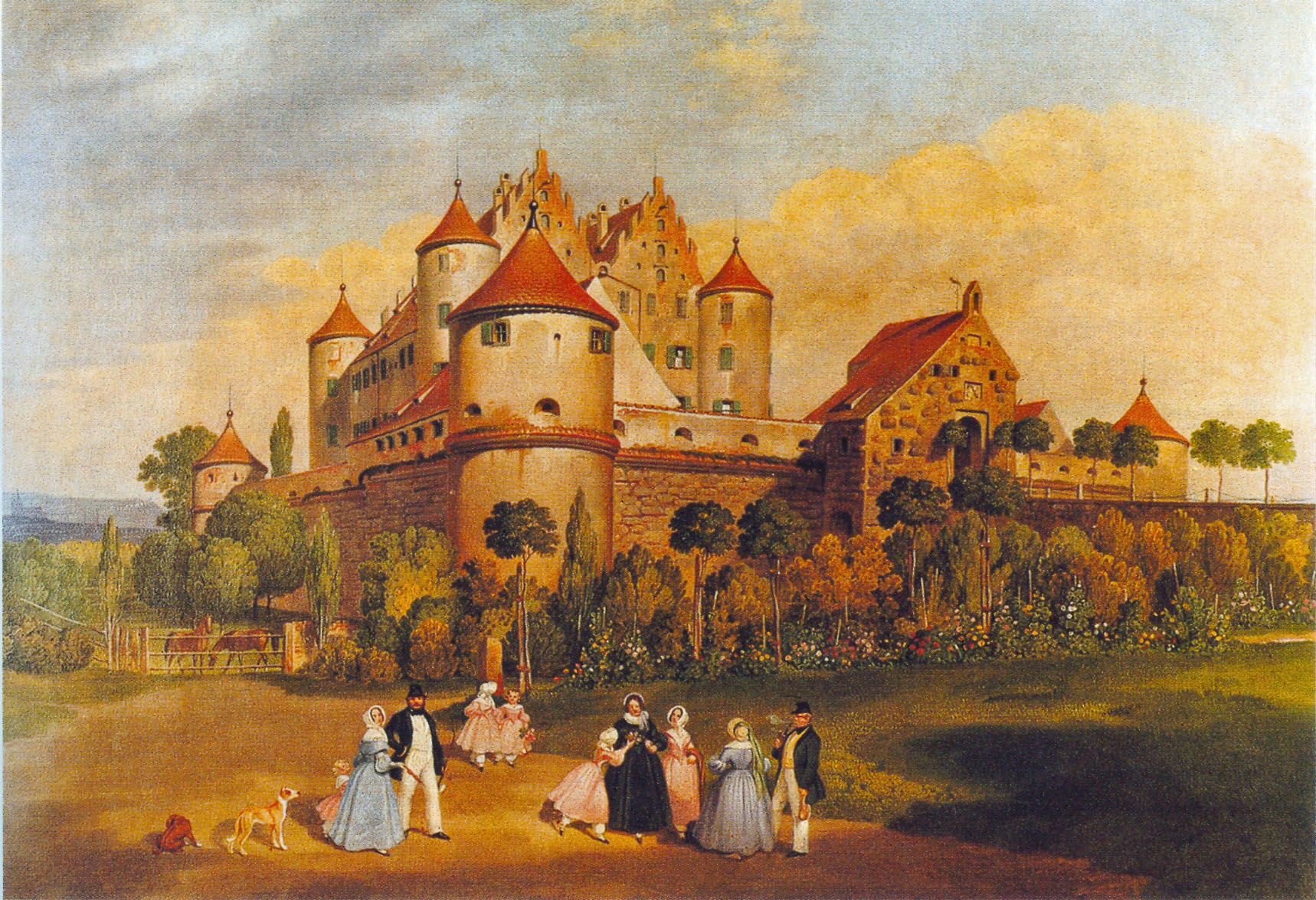
Lâu đài Erbach 1844
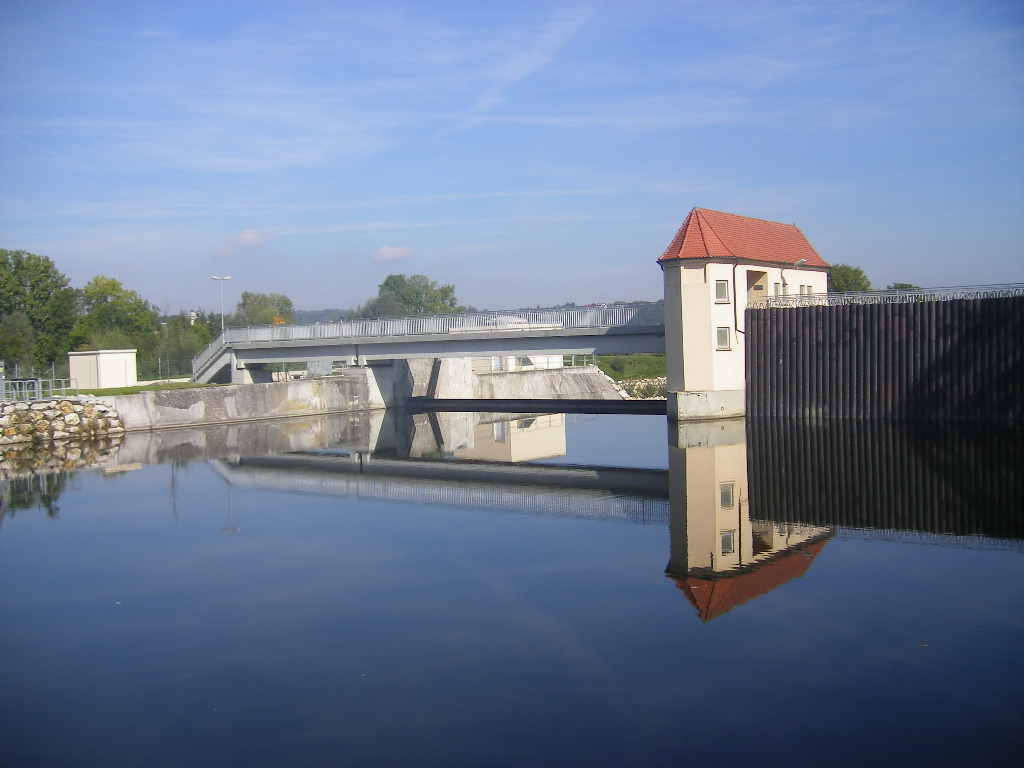
Nhà máy điện trên sông Danube giữa Erbach và Oberdischingen
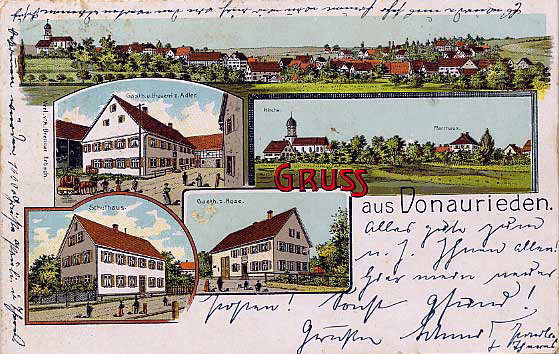
Donaurieden khoảng năm 1900
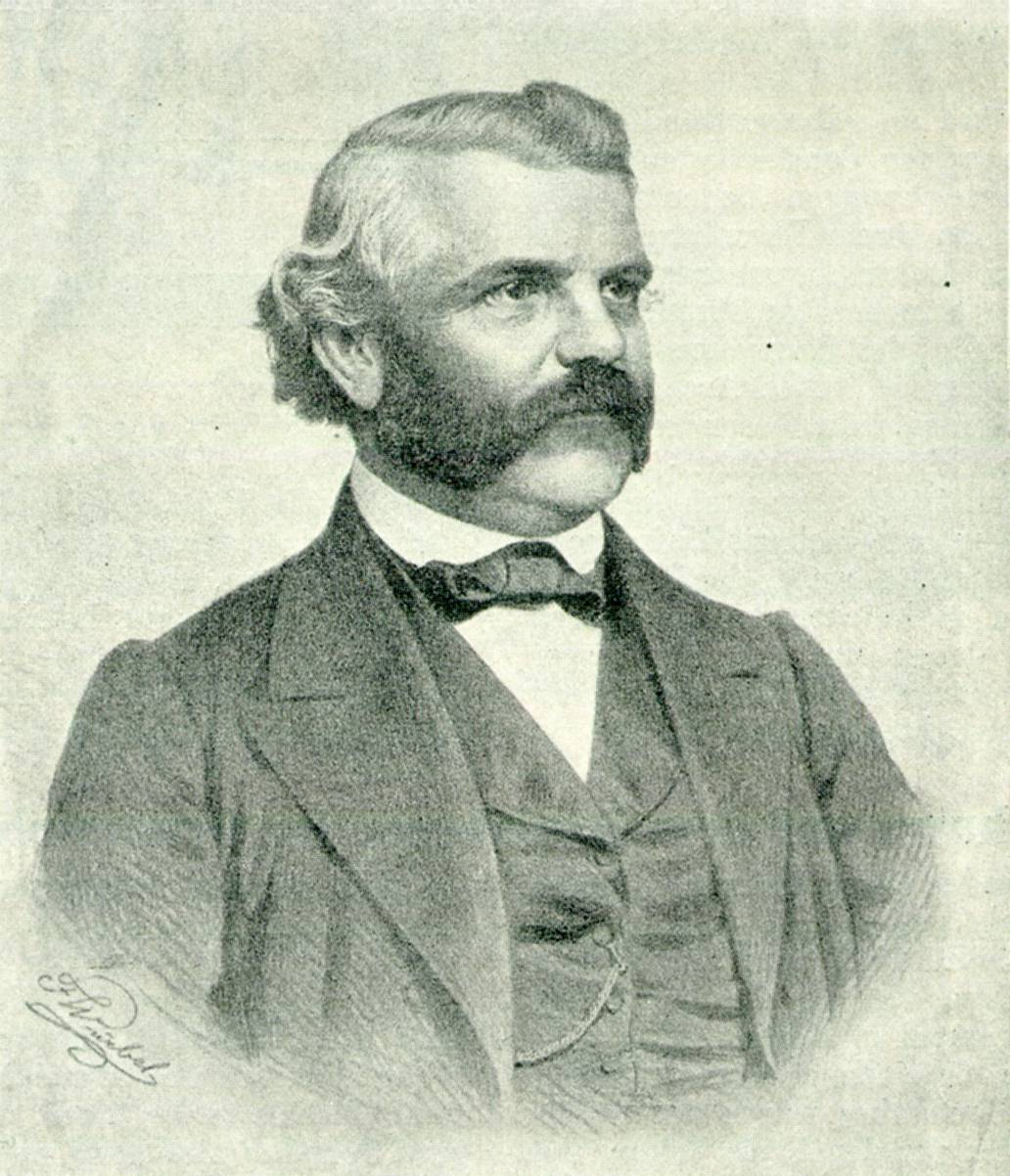
Joseph von Egle 1899